# John Farrow
John Villiers Farrow (født 10. februar 1904 i Sydney, New South Wales, Australien, død 28. januar 1963 i Beverly Hills, Californien, USA) var en australsk filminstruktør, gift med Maureen O'Sullivan, far til Mia Farrow. 
Han debuterede i 1937, og huskes særligt for kriminalfilmen The Big Clock (Det store ur, 1948) med Charles Laughton, og den allegoriske Alias Nick Beal (1949) om politisk korruption. Hondo (Man kaldte ham Hondo, 1953), en western med John Wayne, blev en biografsucces. Farrow fik Oscar-pris for manuskriptet til Around the World in 80 Days (Jorden rundt i 80 dage, 1956).